# Lagoa Real
Lagoa Real é um município brasileiro do estado da Bahia. Sua população, segundo dados do Censo do IBGE em 2022, é de 14.105 habitantes. Conhecida como a Terra da Vaquejada, o Município está situado no sudoeste da Bahia, no Alto Sertão Baiano.
Dista da Capital do estado 731 quilômetros. Sua principal festa é a "Missa do Vaqueiro", ocorrendo no mês de junho, todos os anos.

## História

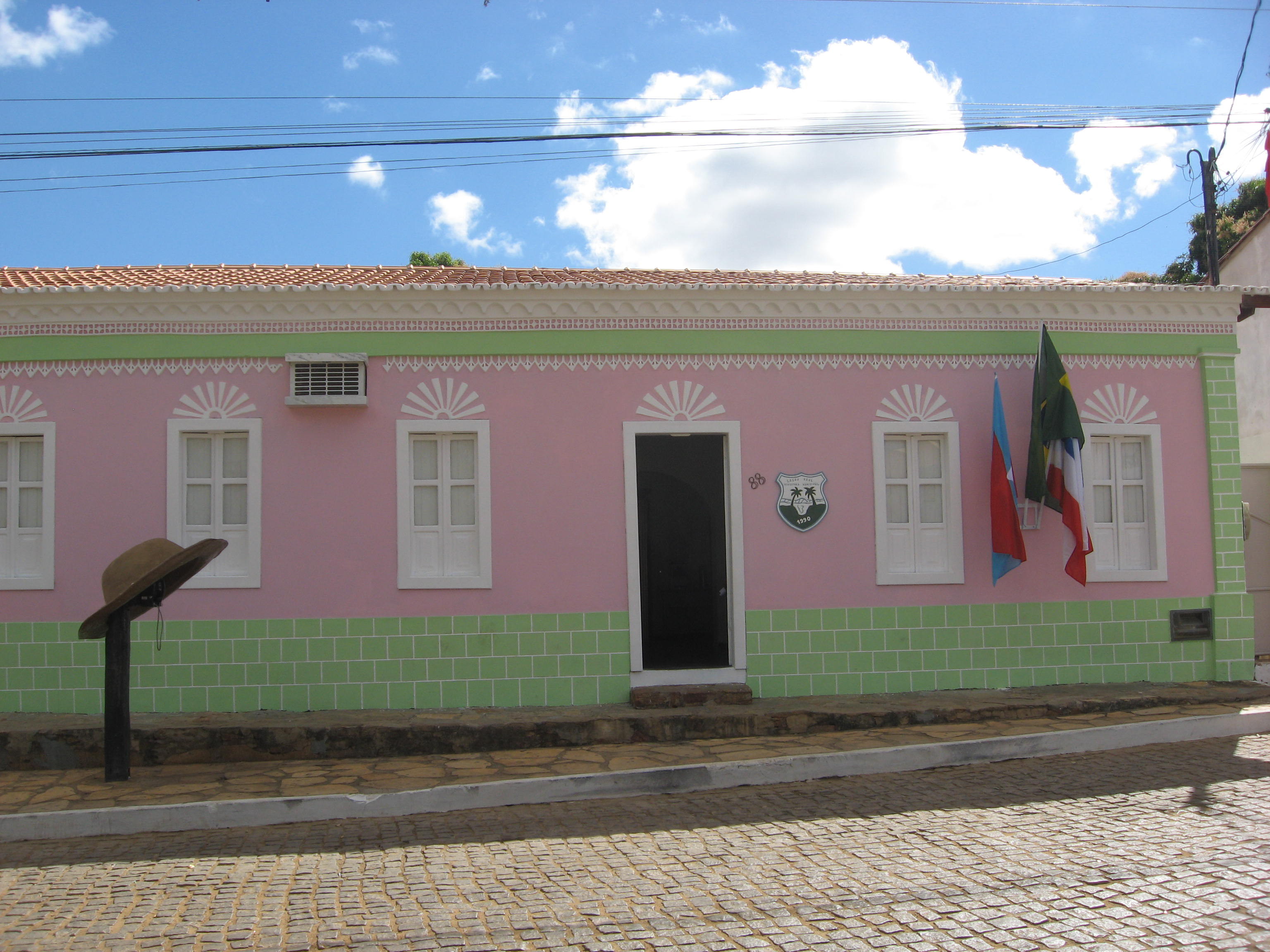
Prefeitura de Lagoa Real, em 2013

O povoado de Lagoa Real se formou no século XIX em fazenda de mesmo nome, anteriormente pertencente ao latifúndio da Casa da Ponte.
O povoado foi elevado à categoria de freguesia, dentro da cidade de Caetité, por meio da Lei Provincial nº 2.211, de 16 de julho de 1881.
Um importante episódio da história lagoa-realense foi a passagem da Coluna Prestes que, evitando a sede municipal de Caetité, atacou o então distrito.
Na década de 1980, a população de Lagoa Real, na época um dos distritos mais importantes de Caetité, mobilizou-se em uma associação pela emancipação, obtida por meio da Lei Estadual n° 5025, de 13 de junho de 1989.

## Geografia

### Municípios limítrofes
- Norte: Livramento de Nossa Senhora
- Sul:  Rio do Antônio, Ibiassucê
- Leste: Livramento de Nossa Senhora
- Oeste: Caetité

### Hidrografia
- Rio São João
- Rio São Pedro
- Rio Riachão
- Lagoa Real
- Lagoa do Peixe
- Lagoa Nova
- Lagoa Dantas
- Lagoa das Cinzas
- Lagoa do Carrapato
- Fazenda São Francisco

## Organização Político-Administrativa
O Município de Lagoa Real possui uma estrutura político-administrativa composta pelo Poder Executivo, chefiado por um Prefeito eleito por sufrágio universal, o qual é auxiliado diretamente por secretários municipais nomeados por ele, e pelo Poder Legislativo, institucionalizado pela Câmara Municipal de Lagoa Real, órgão colegiado de representação dos munícipes que é composto por 11 vereadores também eleitos por sufrágio universal.

### Atuais autoridades municipais de Lagoa Real
- Prefeito: Pedro Cardoso Castro - MDB (2021/-)[11]
- Vice-prefeito: Cláudio Santos de Azevedo "Tim de Nilo" - MDB (2021/-)[11]
- Presidente da câmara: Rozangela dos S. M. Chaves "Rozangela de Bruno" - MDB (2021/-)

## Jazidas de urânio
Possui uma das maiores jazidas de urânio do território brasileiro.
Em reportagem publicada pelo jornal Estadão, em 25 de agosto de 2015, a estatal federal Indústrias Nucleares do Brasil (INB) declarou que encontrou água contaminada com alto teor de urânio na zona rural do município. A primeira checagem da água foi feita em outubro de 2014 e a segunda, em março de 2015, imprópria para o consumo humano.